# Renato Del Ponte
Pour les articles homonymes, voir Ponte.
Renato Del Ponte (né le 21 décembre 1944 à Lodi et mort le 5 février 2023) est un historien et un essayiste italien.
D'inspiration evolienne et traditionaliste, il est, dans les années 1980, l'un des inspirateurs de la tradition romaine (Via romana agli dei) et le fondateur du Mouvement traditionaliste romain.

## Biographie
En 1969, Renato Del Ponte fonde à Gênes le Centro studi evoliani (Centre d'études évoliennes).
Après la mort de Julius Evola le 11 juin 1974, il disperse, avec Eugène David, son ancien guide alpin, au mois d'août suivant, ses cendres dans une crevasse du mont Rose.
Il est l'éditeur de la revue Arthos.

## Publications
- Dei e miti italici: archetipi e forme della sacralità romano-italica [« Dieux et Mythes italiens : archétypes et formes de la sacralité italo-romaine »], 1985, 1988, 1998
- Il movimento tradizionalista romano nel '900 [« Le Mouvement traditionaliste romain en l'an 900 »], 1987
- La religione dei Romani [« La Religion des Romains : la religion et le sacré dans la Rome antique »], 1992
- Evola e il magico Gruppo di Ur [« Evola et le Magique Groupe d'Ur »], 1994 ; trad. fr. Julius Evola et l'expérience du Groupe d'Ur, Nantes, Éditions Ars Magna, coll. Evoliana, 2024.
- I Liguri: etnogenesi di un popolo [« Les Liguriens : ethnogenèse d'un peuple »], 1999
- La città degli Dei: la tradizione di Roma e la sua continuità [« La Cité des Dieux : la tradition de Rome et sa continuité », 2003
- Favete Linguis!: saggi sulle fondamenta del Sacro in Roma antica [« Favete Linguis! : essais sur les fondements du Sacré dans la Rome antique »], 2010
- Ambrosiae pocula, 2011
- Nella terra del drago: note insolite di viaggio nel regno del Bhutan [« Sur les terres du dragon : notes de voyage insolites au royaume du Bhoutan »], 2012

## Récompenses et distinctions
- Prix Cinque-Terre-Riviera-Ligure 2000 pour I Liguri